# Ramenki 43
A Ramenki 43 Moszkva talán legnagyobb földalatti bunkere, illetve inkább föld alatti városa, ami értesülések szerint nagyjából 2 km²-en terül el, 180-200 méter mélyen a felszín alatt. A létesítmény nagyjából 10 km távolságra található (illetve nem található) Moszkva központjától, az Állami Egyetem szomszédságában. Építését a 60-as években kezdték el, és nagyjából egy évtized alatt végeztek vele. Létét hivatalos moszkvai források soha nem erősítették meg.
A város nagyjából 15.000 embernek biztosítana védelmet nukleáris csapás esetén, az élelmiszer-tartalékai pedig 30 évre elegendőek. A város nem publikus óvóhely, valószínűleg kormányzati személyzetnek építették, akiket a Metro–2 használatával menekítenének ide többek között a Kremlből is, nukleáris havária esetén.